# Comuna Buzakî, Kamin-Kașîrskîi
Buzakî (în ucraineană Бузаки) este o comună în raionul Kamin-Kașîrskîi, regiunea Volînia, Ucraina, formată din satele Buzakî (reședința) și Krasnîlivka.

## Demografie
Componența lingvistică a satului Buzakî
     Ucraineană (99,29%)
     Alte limbi (0,64%)
Conform recensământului din 2001, majoritatea populației satului Buzakî era vorbitoare de ucraineană (99,29%), existând în minoritate și vorbitori de alte limbi.